# Waldir Bouhid
Waldir Bouhid (Minas Gerais, 26 de março de 1912 - Estrela Dalva - Minas Gerais), foi um Médico sanitarista e político brasileiro nascido em Minas Gerais. Formado em medicina pela Universidade do Brasil, assumiu a governança do Estado do Pará após a renúncia de Luís Geolás de Moura Carvalho, de 30 de junho de 1950 até 16 de julho de 1950, e posteriormente em 25 de janeiro de 1951, após a renúncia de Alberto Engelhard, até 27 de janeiro de do mesmo ano.
O governo de Waldir Bouhid foi marcado por uma revolta policial na cidade de Belém, que levou a tomada forçada da sede do corpo de bombeiros e da redação do jornal "O Liberal", sendo o governador preso pelos revoltosos. Em 27 de janeiro optou por renunciar, assumindo então o cargo o desembargador Arnaldo Lobo.